# 이찬렬
이찬렬(1992년 2월 27일 ~ )은 대한민국의 뮤지컬 배우다. 2012년 뮤지컬 '호기심'으로 데뷔했다.

## 방송
- 더블 캐스팅 (2020) - Top44

## 음반
- 꿈 (2015)
- 사랑한다 (2016)
- Prayer (2019)
- Cactus(밤에 피는 꽃) (2019)

## 수상
- 한국문화예술대상 팝페라그룹부문 (2019)
- 대한민국 문화예술대상 팝페라문화대상 (2018)
- 경기대학생공연박람회 연기상 (2011)